# Haus zum Güldenen Krönbacken

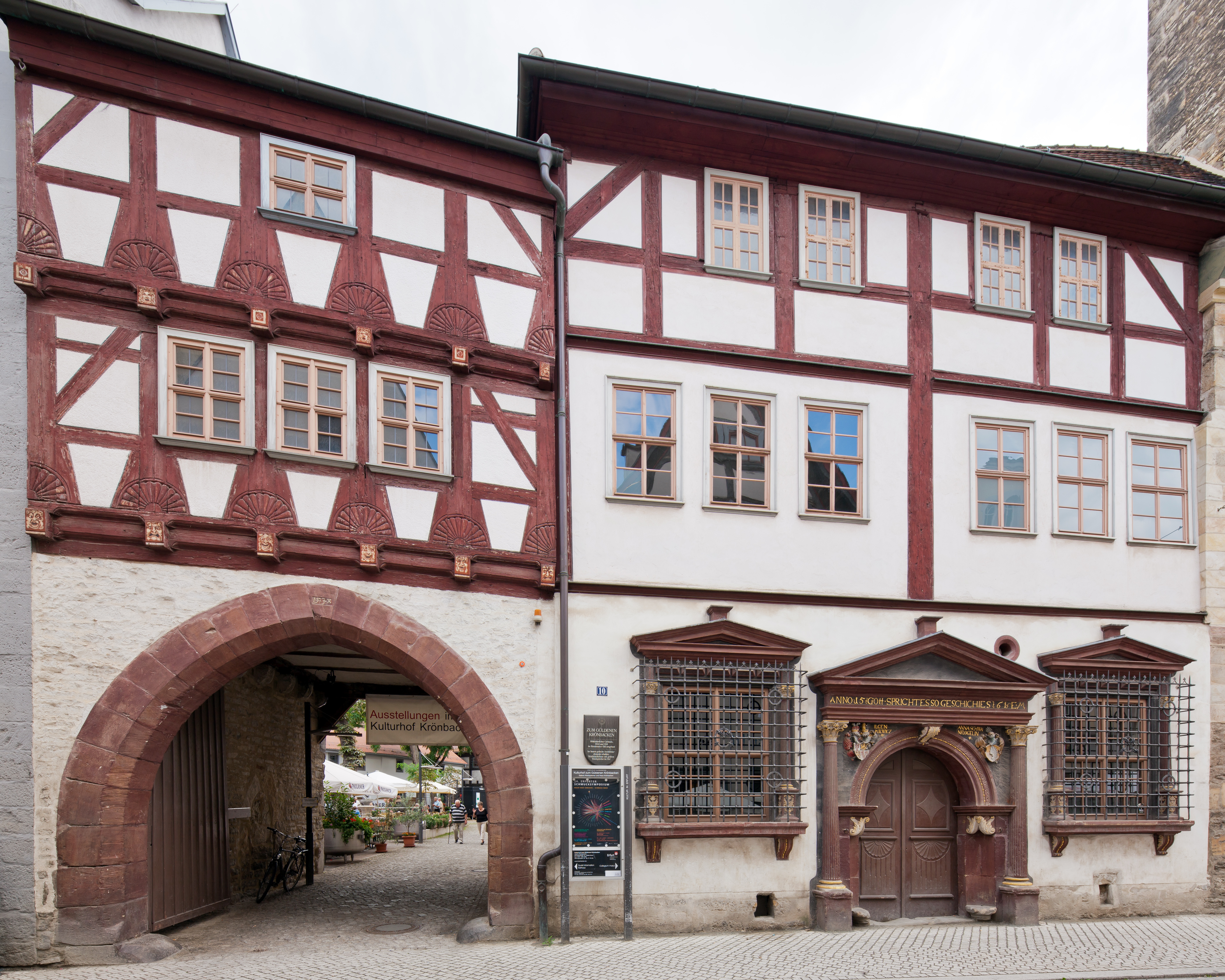
Vorderhaus von Nordosten, September 2012

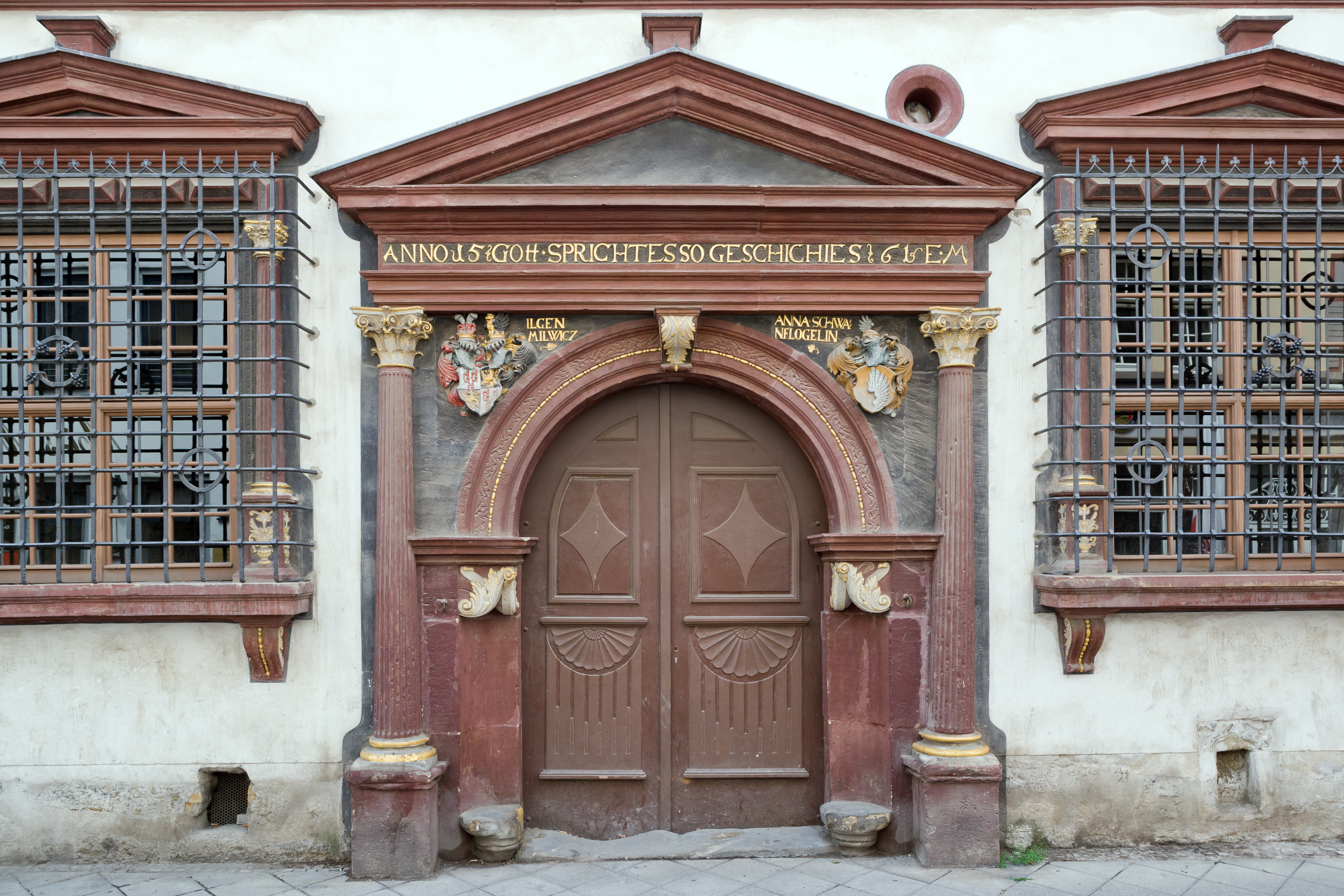
Portal des Vorderhauses, Juli 2010

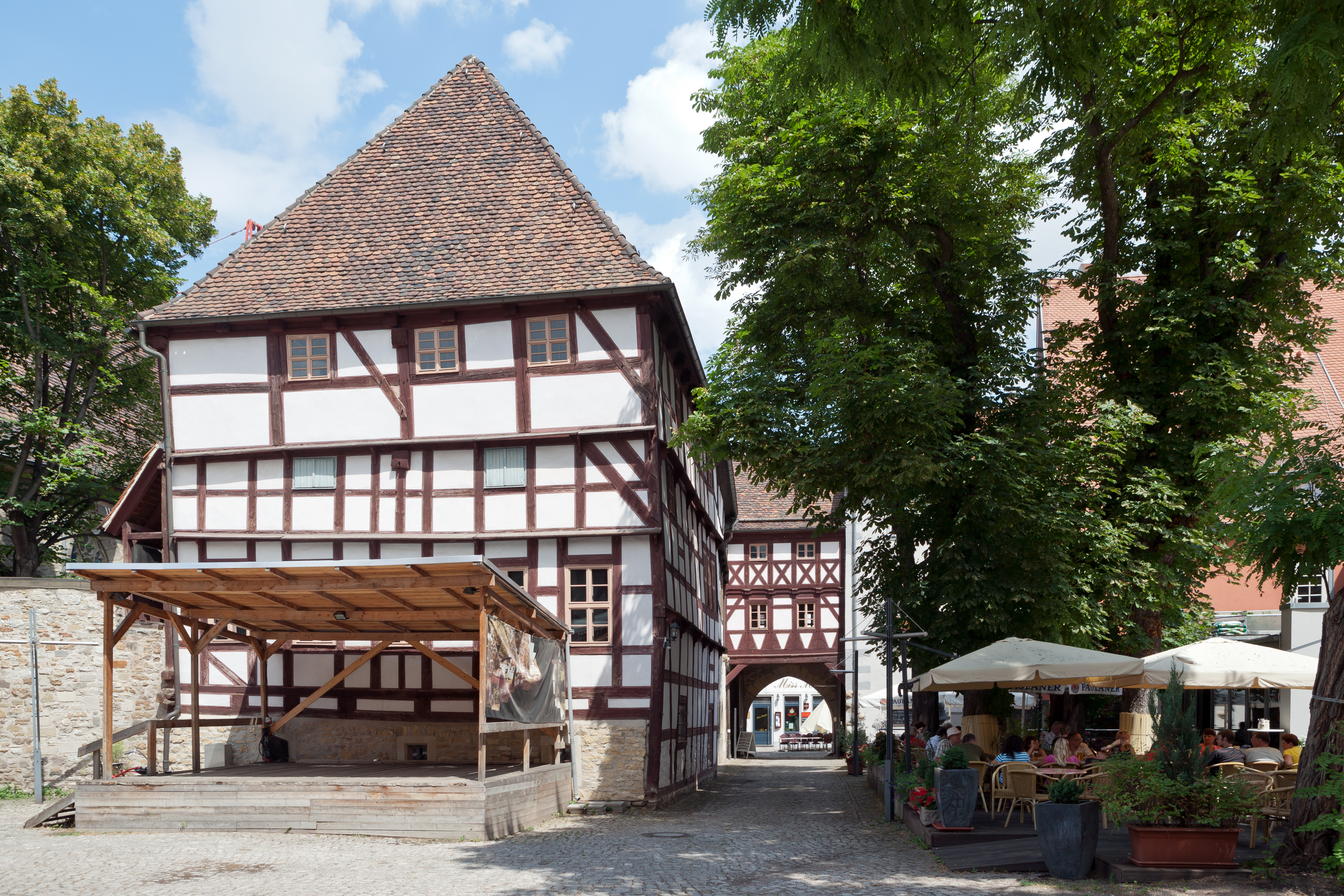
Innenhof mit Hinterhaus von Südwesten, Juli 2010

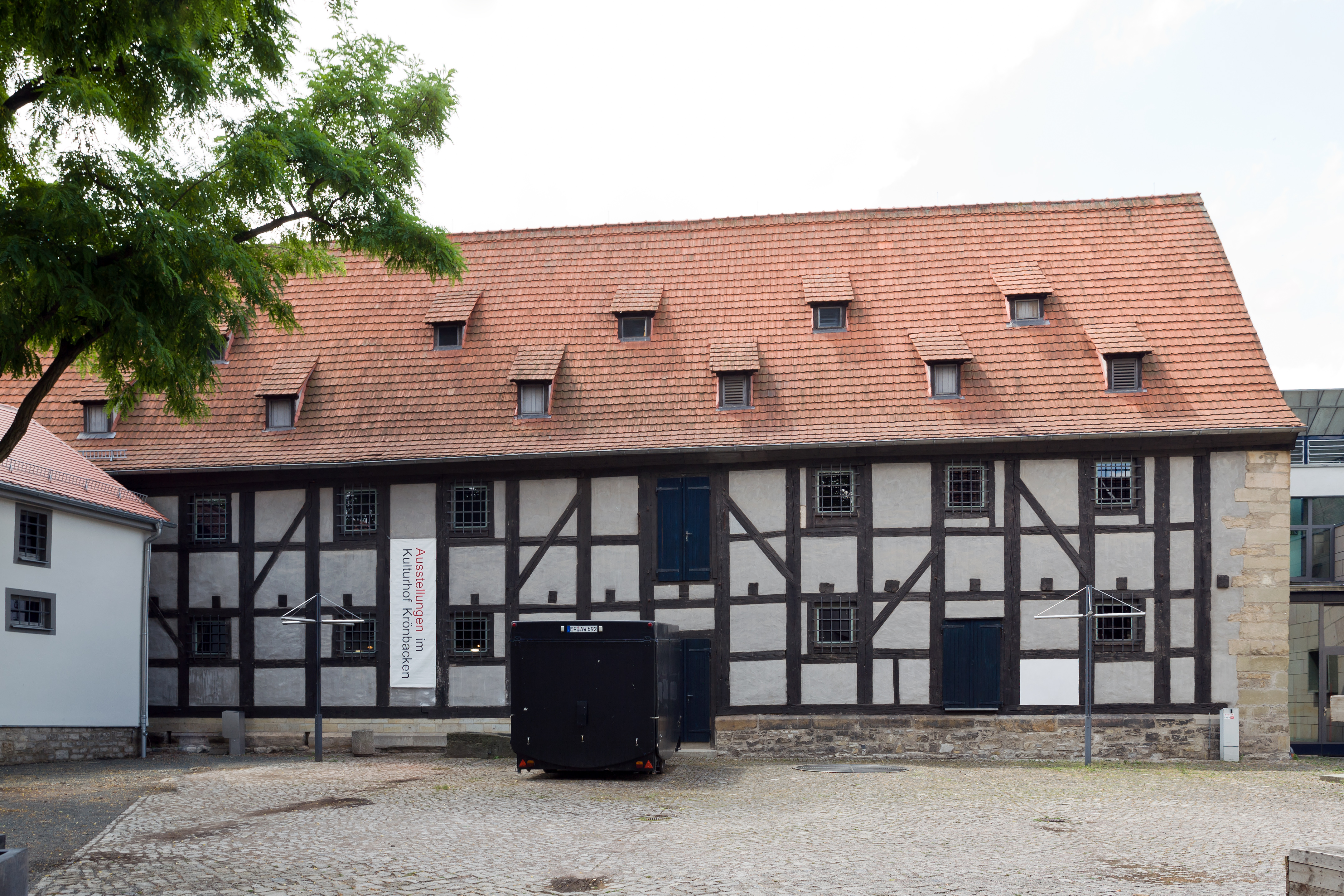
Waidspeicher im Innenhof von Nordosten, Juli 2010

Das Haus zum Güldenen Krönbacken ist ein ehemaliger Handelshof in der Michaelisstraße 10 in der Altstadt von Erfurt. Er umfasst das Haupthaus an der Straße, einen großen Hof mit mehreren kleinen Gebäuden und einem heute kulturell genutzten Waidspeicher im hinteren Teil.

## Geschichte und Architektur
Der älteste Bestandteil des Gebäudes sind Teile des Kellers und des Erdgeschosses aus dem 12. Jahrhundert. Sie gehören wahrscheinlich zum Haus eines jüdischen Bürgers, der sich vor dem Pogrom von 1349 wie viele andere in der Gegend um die Michaelisstraße, nahe der Alten Synagoge niedergelassen hatte. Auf das steinerne Erdgeschoss wurde 1326 ein Fachwerkbau aufgesetzt, der 1433 nach hinten vergrößert wurde.
Nach der endgültigen Vertreibung der Juden aus der Stadt kam der Krönbacken Mitte des 15. Jahrhunderts in das Eigentum der berühmten Erfurter Patrizierfamilie von der Sachsen, die 1468 den Waidspeicher im Hof aufführen ließ. In dieser Zeit machte der Waidhandel die Erfurt zu einer der reichsten Städte Mitteleuropas, wovon heute noch zahlreiche solcher Waidspeicher in der Altstadt zeugen.
Um 1500 erwarb der Klerus einen Teil des Grundstücks. Er ließ die direkt neben den dem Krönbacken stehende Michaeliskirche um die Dreifaltigkeitskapelle mit dem markanten Erker ergänzen, welche mit ihrer Außenwand direkt an das Vorderhaus angebaut ist. 1534 entstand die spitzbogenförmige und somit noch in gotischen Formen gehaltene Hofeinfahrt; 1561 ihr Fachwerkaufsatz sowie das Sitznischenportal mit Fenstergruppe an der Michaelisstraße, die bereits die Formensprache der Renaissance rezipierten.
Als der Waidhandel infolge der Erschließung Amerikas und der damit verbundenen billigen Indigo-Importe niederging, baute man zwischen 1674 und 1684 im Erdgeschoss einen Kontor ein, um den Hof weiterhin als Handelshaus zu nutzen. In den darauffolgenden Jahrhunderten lässt sich bis in die 1960er Jahre eine Eigentümerhistorie mit zahlreichen prominenten Erfurter Familien verfolgen.
Im Dezember 1990 begann unter dem Büro Rittmansperger + Partner die umfangreiche baugeschichtliche Untersuchung und Sanierung des Ensembles. Dies betraf vor allem den Ausbau des ehemaligen Waidspeichers zum „Kulturhof“: der Dachstuhl, durch unfachmännische Reparaturen und Einbauten geschwächt, musste neu ausgesteift und rund ein Drittel der Hölzer ausgetauscht werden. Störende Einbauten wurden ebenso wie das später errichtete Treppenhaus entfernt.
Nach Fertigstellung der Arbeiten 1992 trat der hallenartige Charakter des Gebäudes ebenso wie der technisch aufwändige, nun einsehbare Dachstuhl im Obergeschoss wieder in den Vordergrund. Im Norden des Hofes wurde bis Mai 1994 ein Funktionsneubau in moderner Formensprache, aber unter Verwendung des regionaltypischen gelben Sandsteines errichtet. Er dient dem seitdem als Kulturhaus für Ausstellungen und Veranstaltungen genutzten Waidspeicher als Foyer, Garderobe, Treppenhaus und Technikgeschoss. Für Sicherung und Neubauten wurden rund 6,2 Millionen DM aufgewendet.
Das Kulturkonzept der Landeshauptstadt Erfurt von 2013 sieht nunmehr den Einbau eines Geschichtsportals der Erfurter Geschichtsmuseen vor.